# Центар Хејдар Алијев
Центар Хејдар Алијев је комплекс зграда у Бакуу, у Азербејџану, који је пројектовала ирачко-британска архитекта Заха Хадид, а запажен је због своје карактеристичне архитектуре и живог, закривљеног стила који излази из оштрих углова. Центар је назван по Хејдару Алијеву, првом секретару Азербејџанске совјетске социјалистичке републике од 1969. до 1982. године, и председнику Азербејџанске републике од октобра 1993. до октобра 2003. године.

## Дизајн
2007. године Заха Хадид је након конкурса постављена за архитекту дизајна Центра. Центар садржи конференцијску салу (аудиторијум), галеријску дворану и музеј. Пројекат треба да игра саставну улогу у интелектуалном животу града. Смештен у близини центра града, игра кључну улогу у развоју Бакуа.
укупна површина: 15,93 ха
унутрашња површина: 101.801 м²
пејзаж: 13.58 ха
највиша тачка: 74,1 м
Центар Хејдар Алијев представља флуидан облик који настаје склапањем природне топографије пејзажа и појединих функција Центра. Све функције Центра, заједно са улазима, представљене су превојима у једној континуалној површини. Овај флуидни облик даје прилику за истовремено повезивање различитих културних простора, пружајући сваком елементу Центра свој идентитет и приватност. Како се савија унутра, еродира и постаје елемент унутрашњег пејзажа Центра.
Центар Хејдар Алијев је службено и свечано отворен 10. маја 2012, уз присуство тренутног председника Азербејџана Илхама Алијева.
Међународно признато архитектонско дело, зграда центра Хејдар Алијев постало је заштитно обележје модерног Бакуа, због свог иновативног и врхунског дизајна. Простирући се на осам спратова, центар садржи аудиторијум од 1000 места, просторе привремених изложби, конференцијски центар, радионице и музеј.
Зграда је номинована за награде 2013. године како на Светском фестивалу архитектуре, тако и на интерном фестивалу. 2014. године Центар је освојио награду Музеј дизајна за дизајн године 2014. То чини Заху Хадид првом женом која је освојила главну награду на том такмичењу.

## У популарној култури
Зграда је представљена у Extreme Engineering, документарној телевизијској серији која се емитује на Discovery Channel и Science Channel. Епизода под називом "Азербејџанска задивљујућа трансформација" емитована је 22. априла 2011, у оквиру 9. сезоне. Зграда је такође представљена на „разгледници“ Самре Рахимли за разгледницу Азербејџана на Песми Евровизије 2016. и на Google Doodle, 2017.

## Текуће активности
Дана 29. јуна 2012. године, у центру Хејдара Алијева одржано је званично отварање Crans Montana Forum-а, а присуствовали су му председник Азербејџана Илхам Алијев, председник Грузије Михаил Сакашвили, председник Македоније Ђорђе Иванов, председник Црне Горе Филип Вујановић, као и иностране јавност личности, посланици, интелектуалци и пословни људи.
Дана 3. јула 2012. године, Центар је одржао церемонију службеног испраћаја азербејџанске делегације за учешће на XXX летњим олимпијским играма у Лондону. Свечаности су присуствовали председник Републике Азербејџан, председник Националног олимпијског комитета Илхам Алијев и његова супруга Мехрибан Алијева. Фото банери који подражавају олимпијски покрет у Азербејџану постављени су у предворју центра Хејдар Алијев. На церемонији је говорио председник Азербејџана Илхам Алијев. 
Дана 20. јула 2012. године око 11:30 сати започео је пожар на крову зграде. Ватрогасци су га брзо угасили и првобитно је речено да је пожар оштетио само кров зграде, остављајући унутрашњост само мало оштећену, углавном због воде коју су ватрогасци користили за гашење ватре. Откривено је да је пожар произашао из непажње у коришћењу опреме за заваривање на крову; три турска уговарача накнадно су оптужена по кривичном закону Азербејџана. Откривено је да је настала штета "имала велике последице и материјалну штету великог обима". После шеснаест месеци поправки, центар је формално (поново) отворен 5. новембра 2013.
московско музичко позориште „Хеликон-Опера“ уз режију народног уметника Русије Дмитрија Бертмана представило је 2. и 3. новембра 2013. представе у центру Хејдар Алијев. „Хеликон-Опера“ је 2. новембра представила гала концерт „Трајна љубав“, програм који је обухватао лирске песме Мерилин Монро, Тине Тарнер, Елтон Џона, Селин Дион, Витни Хјустон, Битлса, са „Све што вам треба је љубав","Верујем у љубав","Болесна сам","Само ти","Дама у црвеном","Воли ме нежно". Трећег новембра уметници позоришта извели су оперу "Сибир" италијанског композитора Умберта Ђордана у режији Дмитрија Бертмана. Опера говори о љубави двоје младих која почиње у сјајном царском Санкт Петербургу и трагично завршава тешким радом у Сибиру.

### Изложбе

#### „Живот, смрт и лепота“
Дана 21. јуна 2013. године у Центру је одржана изложба радова америчког уметника Ендија Ворхола под називом „Живот, смрт и лепота“, чији је аутор Ђани Меркурио, а која се односи на 85. годишњицу уметника. Изложба је по први пут у Азербејџану приказала преко сто уметничких дела, међу којима су и дела Ворхола. Приказане су фотографије аутора, портрети светског филма, музике и модних звезда, као и друга светски позната дела, укључујући „Цвеће“, „Камуфлажа“, „Последња вечера“, „Руке у молитви“, „Електрична столица” итд. 6. августа, на уметников рођендан, становници Бакуа и посетиоци могли су бесплатно да посете изложбу, која је трајала до 9. септембра.

#### "На прелазу века"
Дана 1. октобра 2013. у центру Хејдар Алијев одржана је лична изложба народног уметника Азербејџана, потпредседника Руске академије уметности Тахира Салахова, под називом „На прелазу века“. Изложба је припремљена за 85-годишњицу уметника. На отварању изложбе истакнут је његов велики допринос развоју азербејџанске ликовне уметности. Уметничко наслеђе Тахира Салахова саставни је дио уметности не само Азербејџана, већ и целог бившег Совјетског Савеза. Препознат је као један од оснивача "оштрог стила" у сликарству. На изложби је било изложено преко 100 радова уметника насталих у различито време и његови радови на теписима. Међу експонатима су портрети Хејдара Алијева, композитора Гаре Гарајев и Дмитрија Шостаковича, музичара Мстислава Ростроповича, дела "Ајдан", "Јутро. Абшерон”,“Короглу”, триптих Апшерона -“Атешгах”,“Каспијски данас”,“Девојачка кула”и друга позната дела народног уметника. Изложба је трајала до 8. новембра.
У 2017. години центар је такође отворио своја врата изложби савремене турске уметности, колекцији уметничких дела разних турских уметника.

#### Изложба „ремек-дела историје“
Дана 27. маја 2019. у центру Хејдар Алијев одржана је Изложба историјских ремек дела, која је обухватала древне артефакте из Грузије и Азербејџана.
Већина артефаката припада епохи Гајар и светски су позната керамичка и метална дела, платна, минијатуре и ствари Фатали Кана, укључујући његов портрет.
На изложби је представљена и фотографска колекција Дмитрија Јермакова, учесника руско-турског рата 1877-1878.
Изложба „Хиперреалистичка скулптура. Скоро живи"
Дана 29. новембра 2018. године у Центру Хејдар Алијев одржана је изложба "Скоро живи". Изложба се састојала од деформисаних фигура необичних димензија, једнобојних статуа, комада који представљају различите делове тела.
На изложби су изложени радови које су створили Данијел Фирман, Дуан Хансон, Тони Матели, Мел Рамос, Матилде тер Хајне, Роберт Грахам, Ален Џонс, Жарко Башески, Џорџ Сегал и други уметници.

#### Изложба „Могуће димензије“
Дана 22. маја Зураб Церетели отворио је изложбу у Центру Хејдар Алијев. Изложба је била посвећена 85. годишњици Зураба Церетелија. На изложби је изложено 30 слика и статуа донетих из Москве, Тбилисија и Лондона.

#### Бечки Штраусов фестивалски оркестар
Дана 26. новембра, оркестар Штраус фестивала из Беча одржао је концерт у центру Хејдар Алијев. Концерт је одржан у пуној сали. Оркестар Штраусовог фестивала из Беча такође је наступио са концертима у центру Хејдар Алијев током 2014. и 2016., као и 8. фебруара 2020.

#### Предавање Садгуруа „Унутрашњи инжењеринг: технологије за добробит“
Јаги Васудев, познат и као Садгуру, одржао је предавање у центру Хејдара Алијева 10. новембра. Тема је свеобухватан систем настао из вековних студија јоге чији је циљ дубока и одржива лична трансформација.

## Музеј
Најатрактивнији и најзанимљивији део Центра који се бави проучавањем, промовисањем и заштитом баштине Хејдара Алијева је Музеј Хејдара Алијева. Знаменит због свог дизајна и примене врхунских технологија, Музеј је у хармонији са остатком Центра. Музеј описује историју Азербејџана и различите фазе живота и рада Хејдара Алијева. Информације се посетиоцима саопштавају у интерактивном формату. Музеј на три спрата приказује занимљиве чињенице, фото и видео материјал, као и неке јединствене експонате који се односе на лидера земље Хејдара Алијева.

## Мини Азербејџан
Изложба Мини Азербејџана на другом спрату садржи зграду са 45 спратова. Посетиоци такође могу научити о историји и архитектури грађевина изложених и на азербејџанском и на енглеском језику.
Међу изложеним грађевинама налазе се зграде датиране из средњег века (Девојачка кула, Маузолеј Момине Хатун), 19. век (Баку базар, Азербејџанска државна филхармонија, Палата Исмаилија), доба СССР-а (Кућа владе, Зелено позориште), 21. век (Кристална дворана у Бакуу, Пламене куле) као и зграде које се граде (Олимпијски стадион у Бакуу, Државни фонд за нафту Републике Азербејџан).

## Међународни односи
Центар Хејдар Алијев одржава блиске везе са бројним међународним агенцијама, сличним структурама у иностранству, музејима и изложбеним центрима. Центар је организовао догађаје и изложбе као резултат заједничке сарадње са различитим организацијама, музејима и изложбама Аустрије, Белгије, Велике Британије, Француске, Италије, Русије, Словеније, Турске и тако даље. Истовремено је спровео низ пројеката у Великој Британији, Израелу, Италији, Мађарској, Румунији, Русији, Турској, Јапану и другима. Центар је постао члан разних међународних организација.
Међународно удружење изложби и догађаја (IAEE)
Главни циљ Удружења је пружање подршке агенцијама које учествују у организацији догађаја и изложби путем ресурса и информација и развоју изложбене индустрије. Центар ужива чланство у IAEE од 17. септембра 2013. године.
Међународно удружење за конгресе и конвенције (ICCA)
ICCA је водеће светско удружење на пољу организације и смештаја међународних догађаја са 90 држава чланица у овом тренутку. Центар је постао члан ICCA од 10. октобра 2013.
Међународно удружење конгресних центара (AIPC)
Асоцијација којој је Центар приступио 15. септембра 2014. године уједињује професионалне менаџере конгресних центара и изложбених дворана, а тренутно је заступљено више од 50 држава чланица.
Асоцијација организатора догађаја (АЕО)
Удружење обједињује организације које су укључене у управљање, рад и продају догађаја. Дељење најбољих пракси у вези са питањима безбедности и одрживости, као и техничким и финансијским питањима, представља главни циљ АЕО-а, чији је Центар Хејдар Алијев члан од 15. децембра 2014.